# Theodor Meron
Theodor Meron (ur. 28 kwietnia 1930 w Kaliszu) – amerykański prawnik, sędzia, profesor prawa międzynarodowego na Uniwersytecie Nowojorskim pochodzenia polsko-żydowskiego.
17 listopada 2001 Theodor Meron został wybrany przez Zgromadzenie Ogólne ONZ na sędziego Międzynarodowego Trybunału Karnego dla byłej Jugosławii (ICTY) i Międzynarodowego Trybunału Karnego dla Rwandy (ICTR) w kadencji 2001–2005 (oba trybunały posiadają wspólną Izbę Apelacyjną, której sędziowie są równocześnie członkami obu trybunałów). W latach 2003–2005 był także prezesem ICTY. Obecnie orzeka we wspólnej Izbie Apelacyjnej Trybunałów.
Uchwałą Senatu Uniwersytetu Warszawskiego Nr 277 z 13 października 2010 Meron otrzymał tytuł doktora honoris causa Uniwersytetu Warszawskiego.
24 października 2021 r. odebrał w Kaliszu honorowe obywatelstwo miasta, nadana mu jednogłośna uchwałą Rady Miejskiej. Tego samego dnia został doktorem honoris causa Akademii Kaliskiej. 